# Mark Byrnes
Mark John Byrnes (n. Sídney, Nueva Gales del Sur, Australia; 8 de febrero de 1982) es un futbolista australiano de ascendencia irlandesa. Juega de defensa y su primer equipo fue Parramatta Power.

## Participaciones en Copas del Mundo
| Mundial                            | Sede                     | Resultado  |
| ---------------------------------- | ------------------------ | ---------- |
| Copa Mundial de Fútbol Sub-17 1999 | Bandera de Nueva Zelanda | Subcampeón |

## Clubes
| Club              | País      | Año       |
| ----------------- | --------- | --------- |
| Parramatta Power  | Australia | 1999-2000 |
| Red Bull Salzburg | Austria   | 2000-2001 |
| Vicenza Calcio    | Italia    | 2001-2002 |
| Sydney Olimpic    | Australia | 2002      |
| Perth Glory       | Australia | 2002-2004 |
| FC Hämeenlinna    | Finlandia | 2004-2005 |
| Melbourne Victory | Australia | 2005-2007 |

- Datos: Q5948464